# Sirdaryo
Sirdaryo (in usbeco Sirdaryo; in russo Сырдарья, Syrdar'ja) è il capoluogo del distretto di Sirdaryo, nella regione omonima nell'Uzbekistan orientale. Si trova a lato del fiume Syr Darya, a sud-ovest di Tashkent e a nord del capoluogo regionale Gulistan. Aveva una popolazione (stimata per il 2005) di 28 800 abitanti.